# La Campaneta
La Campaneta és una pedania del municipi valencià d'Oriola. El 2015 tenia 1.201 habitants.

## Festes patronals
Les festes de la Campaneta en honor de la patrona, la Verge del Pilar, comencen el 26 de setembre. Es podria dir que finalitzen el dia 12 d'octubre, encara que sempre solen haver-hi prolongacions. Les festes són molt variables, des de retreta multicolor, campionats de futbol, futbolí, pòquer, marxa de bicicròs, romiatge en honor de la patrona... Els dies festius més importants són l'últim dissabte del mes de setembre quan es realitza la retreta multicolor, el primer diumenge del mes d'octubre on se celebra un romeria i el 12 d'octubre, dia de la patrona en el qual els campaneters l'homenatgen amb una solemne processó.
Des de fa uns anys s'està incorporant per a les festes patronals un concurs de decoració de carrers, on cada any se sumen més carrers a aquest concurs, sent el premi per al carrer guanyador un corder, el qual, servirà d'excusa per ajuntar-se tots els veïns d'aquest carrer en un menjar. També reben premi en metàl·lic els carrers que queden en segon i tercer lloc. El 24 de juny se celebren les festes de Sant Joan al barri "Els Pisos".

## Paisatge
La Campaneta té un paisatge fonamentalment rural, amb petites zones urbanitzades. Vista des de dalt, La Campaneta és pràcticament un mantell verd i marró. L'horta forma un gran paper en el paisatge, on es conreen tota classe de productes, principalment cítrics, encara que també és fàcil veure patates, tomàquets i molts més vegetals. La Campaneta és un poble silenciós.